# Middelijslands
Middelijslands is de taal die van 1350 tot 1550 in IJsland gesproken werd. Deze periode viel samen met het verlies van onafhankelijkheid door Deense heerschappij, waarbij het verschil tussen Noormannen en IJslanders alleen maar groter werd. Noorwegen viel eveneens onder de Deense kroon en Deens werd de officiële taal, wat leidde tot de vorming van een gemengde Deens-Noorse taal, de basis van het modern Noorse Bokmål (dat overigens in de 20e eeuw "ver-noorst" is). Enkel in west-Noorwegen (waar de kolonisten van IJsland vandaan kwamen) bleven de dialecten relatief zuiver en vrij van Deense invloeden, zozeer zelfs dat in de tweede helft van de 19e eeuw de linguïst Ivar Aasen aan de hand daarvan een authentiek Noors idioom creëerde dat eerst landsmål ‘nationale taal’ genoemd werd en later Nynorsk of ‘neo-Noors’, wat onmiddellijk erkend werd als officiële taal van de staat en nu algemeen gebruikt wordt, met name in het gebied van Bergen. Alle continentale Scandinavische talen ontwikkelden zich in deze periode van synthetische naar analytische talen, en met de Reformatie een modern karakter aan begonnen te nemen. In deze periode vertoont IJsland een tweedeling. Aan de ene kant behield het zijn (vrijwel onveranderde) flexiemorfologie (buigingsvormleer); anderzijds onderging het een fonologische reorganisatie, vergelijkbaar met de ontwikkeling van Middelengels naar modern Engels.
De belangrijkste veranderingen waren:
- In het klinkersysteem vond een diftongeringsproces plaats betreffende de lange klinkers [aː, eː, oː] en een verschil in de klank van [iː, uː]. De overgangsklanken [y, yː] (voortvloeisel uit [u, uː] verloren bij metafonie (van "i") hun labiale element en werden homofonen van [i, iː] (met hetzelfde verschil van klank), terwijl de open achterklinker [æ] (resultaat van metafonie van "i") was gediftongeerd tot [ai]. Nieuwe diftongen werden gevormd, vaak onder invloed van de voorafgaande of volgende medeklinkers foneem, en in het algemeen werd de uitspraak van korte klinkers minder strak, ze zijn nu erg los. Een zeer belangrijke ontwikkeling met betrekking tot de klinker, ook vanuit morfologisch standpunt gezien, was het verdwijnen van de sonoranten aan het einde van een woord, met de vorming van een foneem svarabhakti [y], geschreven als [u]: Oudijslands akr, gestr, merkr, þú gefr vergelijkbaar met Modern IJslands ak-u-r, gest-u-r, merk-u-r, þú gef-u-r. IJslands veranderde ook grafisch: metafonetische letters ‹ø› en ‹o› verdwenen (volgens sommige fonetische studies vervangen door ‹æ›, ‹ö›: Oudijslands bøkr, londom vergelijkbaar met Modern IJslands bækur, löndum. De klinker letter ‹o› veranderde in veel morfemen in ‹u› ): londom, vér gefom, þeir ero > löndum, við gefum, þeir eru. (waarschijnlijk werd de ‹o› al veel uitgesproken als ‹u› in de vroege periode).

Maar de uitspraak van atonische (onbeklemtoonde) klinkers bleef, vergeleken met de ontwikkelingen in andere Scandinavische en Germaanse talen, zeer zuiver, een factor die een belangrijke rol speelde bij de instandhouding van enkele vormen.
- Het medeklinkersysteem onderging nog grondiger veranderingen. Fenomenen als palatalisatie verschenen door contact, medeklinkerfonemen vormend die waarschijnlijk eerder niet waren geweest. De duidelijkste verandering was de vorming van medeklinkers zonder sonoriteit: stemloze medeklinkers werden aspiratief, terwijl de sonoranten hun trillingen verloren met behoud van hun articulatie (zonder twijfel is het medeklinkersysteem van modern IJslands daardoor een struikelblok voor buitenlandse sprekers).

Een ander zeer opmerkelijk verschijnsel is pre-aspiratie, waarin bepaalde medeklinkergroepen vooraf worden gegaan door een volledige afsluiting van de stembanden, gevolgd door een lichte aspiratie.
Andere medeklinkergroepen ontwikkelden een gedesonoreerd dentaal (met de tanden gevormd) element.
Dat dit verschijnsel niet is opgeschreven geeft blijk van het feit dat het in een zeer vroeg stadium van de taalkundige evolutie plaatsvond (maar dit is een veelvoorkomend verschijnsel in vele talen en culturen zoals Engels, Frans en Deens. Ook morfofonetische verschijnselen hebben zich ontwikkeld, sommigen van hen aangeduid door de grafemen (gef þú > gefðu enz.)
Ondanks deze fonetische 'aardbeving', zijn een aantal zeer oude en fundamentele kenmerken bewaard gebleven, zoals het behoud van de atonische klinkers [i, u, a] aan het einde van een woord, elders teruggebracht tot een onduidelijke stomme [ə]; dit is waarschijnlijk de voornaamste oorzaak van het morfologische behoud.